# Třebenice (district de Třebíč)
Pour les articles homonymes, voir Třebenice.
Třebenice (en allemand : Trebnitz) est une commune du district de Třebíč, dans la région de Vysočina, en République tchèque. Sa population s'élevait à 454 habitants en 2020.

## Géographie
Třebenice se trouve à 11 km à l'est-sud-est de Třebíč, à 40 km au sud-est de Jihlava et à 154 km au sud-est de Prague.
La commune est limitée par Koněšín et Kozlany au nord, par Třesov au nord-est, par Stropešín à l'est, par Valeč au sud, par Dolní Vilémovice au sud-ouest, par Vladislav à l'ouest et par Číměř au nord-ouest.

## Histoire
La première mention écrite de la localité date de 1564.

## Administration
La commune se compose de trois quartiers :
- Chroustov
- Plešice
- Třebenice

## Transports
Par la route, Třebenice se trouve à 12,5 km de Třebíč, à 49 km de Jihlava et à 185 km de Prague.